# Darwinism social
Darwinismul social este o teorie sociologică, care aplică societății teoria lui Darwin despre evoluția prin selecție naturală. 
Darwinismul social a fost popular pe la sfârșitul secolului al XIX-lea, până la sfârșitul celui de al doilea război mondial. Susținătorii darwinismului social îl foloseau la justificarea inechității sociale, ca fiind de proveniență meritocratică.

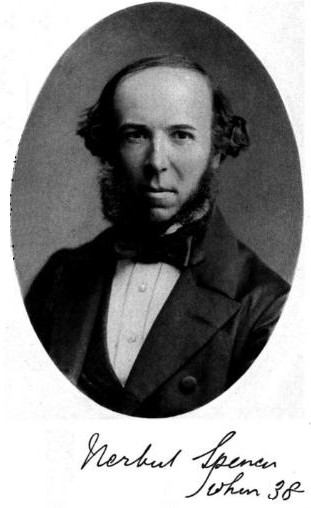
Herbert Spencer

Creatorul darwinismului social a fost Herbert Spencer, care a adaptat darwinismul la propriile sale teorii, prin care susținea că cei bogați și puternici erau cei mai bine adaptați climatului social și economic al vremii lor. Selecția naturală îi permitea să afirme că era natural, normal și corect ca cei puternici să prospere pe seama celor slabi, fapt ce se întâmplă în viața de zi de zi. Spencer susținea că supraviețuirea celui mai bine adaptat nu era doar naturală, ci și corectă din punct de vedere moral. Prin urmare, era imoral ca cei mai slabi să fie asistați, deoarece aceasta ar fi dus la supraviețuirea și chiar la reproducerea unora care erau fundamental neadaptați. 
Darwinismul social a fost utilizat în Marea Britanie în special pentru a justifica colonialismul.
Scăderea natalității în rândul celor bogați și puternici părea a fi o indicație că aceștia pierd, de fapt, lupta pentru existență, infirmând, practic, teoria darwinismului social. 

## Istoria
În 1860, călugărul austriac Gregor Mendel a pus bazele geneticii și a unei creșteri selective mai științifice.
Darwinismul social a apărut în a doua jumătate a secolului al XIX-lea ca un set de teorii care au încercat să aplice sociologia umană a conceptului evolutiv al selecției naturale. După 1944 oponenții acestor teorii au folosit termenul în sens peiorativ.
Adepții darwinismului social afirmă că Charles Darwin a ajuns, în timp, să includă părerile unor teoreticieni precum Herbert Spencer despre evoluția lamarckiană despre societate, conform cărora lupta pentru supraviețuire a stimulat auto-îmbunătățirea care putea fi moștenită.
Darwinismul social este legat în special de numele lui Herbert Spencer, Thomas Malthus și Francis Galton, fondatorul eugeniei. Creaționiștii au susținut că darwinismul social – conducând la politici destinate recompensării celor mai competitivi – este o consecință logică a „darwinismului”, o idee considerată eronată ulterior de biologi.
În timp ce termenul a fost aplicat afirmației că teoria evoluției lui Darwin prin selecție naturală poate fi folosită pentru a înțelege rezistența socială a unei națiuni sau a unei țări, darwinismul social se referă în mod obișnuit la idei care preced publicarea lui Darwin despre originea speciilor. Alții ale căror idei corespund etichetei includ preotul Thomas Malthus din secolul al XVIII-lea și vărul lui Darwin, Francis Galton, care a întemeiat eugenia la sfârșitul secolului al XIX-lea.
Conceptul s-a dovedit util pentru a justifica exterminarea inevitabilă a „raselor mai slabe care dispar înaintea celor mai puternice” nu atât de mult „prin efectele … vicii noastre asupra lor” cât prin „ceea ce se poate numi virtuțile civilizației noastre”.